# Chironomus atroviridis
Chironomus atroviridis är en tvåvingeart som först beskrevs av Henry Keith Townes, Jr. 1945.  Chironomus atroviridis ingår i släktet Chironomus och familjen fjädermyggor. Inga underarter finns listade i Catalogue of Life.